# La sala de ball
La sala de ball (italià: Ballando, ballando; francès: Le bal) és una pel·lícula franco-italo-algeriana dirigida per Ettore Scola i estrenada l'any 1983. Ha estat doblada al català.

## Argument
Cinquanta anys de balls de saló a França, des dels anys 1930: el Front popular, la Guerra, l'arribada del jazz i del rock, Maig 68, el disco… Les parelles silencioses es fan i es desfan seguint la història i la música.

## Repartiment
- Étienne Guichard: El jove professor
- Regeix Ram: El patró de la sala
- Francesco De Rosa: Toni
- Arnault LeCarpentier: El jove tipògraf
- Liliane Delval: L'alcohòlic
- Martine Chauvin: La jove florista
- Marc Berman: El col·laboracionista
- Danielle Rochard: La repartidora d'una modista
- Nani Noël: La filla d'alegria / La jove jueva / La refugiada / La jove que pinta els seus baixos
- Aziz Arbia: El jove obrer
- Geneviève Rey-Penchenat: El aristòcrata
- Michel van Speybroeck: L'home que ve de lluny / Jean Gabin
- Rossana Di Lorenzo: La senyora-pipi
- Michel Toty: L'obrer especialitzat
- Raymonde Heudeline: L'obrera
- Anita Picchiarini: L'amiga de l'obrera
- Olivie Loiseau: El jove germà de l'obrera
- Monica Scattini: La jove filla miop
- Christophe Allwright: El bonic jove home de suburbi
- François Pick: El jove estudiant
- Chantal Capron: El maniquí
- Jean-François Perrier: El sagristà enamorat / L'oficial alemany
- Jean-Claude Penchenat: la 'creu de foc'

## Premis i nominacions
- Ós de Plata a la millor direcció per Ettore Scola a la Berlinale 1984
- 9e cerimònia dels César:
  - Millor pel·lícula (victòria ex-æquo amb Als nostres amors)
  - Millor director per Ettore Scola
  - Millor música per Vladimir Cosma
  - Nominació al César a la millor fotografia per Ricardo Aronovich
- Nominació a l'Oscar a la millor pel·lícula estrangera a la 56a cerimònia dels Oscars[3]